# Marsh & McLennan Headquarters
Marsh &McLennan Headquarters este o clădire ce se află în New York City.

## Legături externe
- Site oficial